# المدرسة البريطانية في كاتماندو
المدرسة البريطانية هي مدرسة دولية خاصة تقع في سانيبا، كاتماندو، مقاطعة باغماتي، نيبال. تأسست في عام 1966 لخدمة المجتمع البريطاني، لكنها مدرسة شاملة تضم أكثر من 40 جنسية مختلفة وأكثر من 500 طالب. تقدم المدرسة البريطانية التعليم من المرحلة التأسيسية وحتى السنة 13.
تنظم المدرسة البريطانية العديد من الفعاليات على مدار العام، مثل يوم الرياضة، اليوم الدولي، العروض المسرحية، والعديد من الفعاليات الأخرى.
تعتمد المدرسة المنهاج الوطني البريطاني ويُدَرَس من قبل طاقم موظفين تم تعيينهم من المملكة المتحدة.
تضم المدرسة ملاعب صناعية خاصة بها، منطقتين رياضيتين متعددتي الاستخدامات، مختبرات علمية، ومكتبتين: واحدة للمرحلة الابتدائية والأخرى للمرحلة الثانوية. كما تحتوي على العديد من الحدائق الصغيرة، وبركة بط، ومواقف للسيارات للموظفين والطلاب، بما في ذلك أماكن مخصصة للدراجات.

## التاريخ
بدأت المدرسة البريطانية في عام 1966 كمدرسة لأولياء الأمور البريطانيين وأولياء أمور دول الكومنولث الذين أرادوا تعليمًا بأسلوب بريطاني لأبنائهم. في البداية، كانت المدرسة تقدم التعليم الابتدائي فقط. وفي 7 يوليو 1967، حصلت المدرسة البريطانية على الاعتراف الرسمي من حكومة نيبال ومنذ ذلك الحين تلقت دعمًا من السفارة البريطانية.
في عام 1997، وسعت المدرسة منهاجها ليشمل طلاب المرحلة الثالثة (Key Stage 3) وانتقلت إلى الحرم الجديد في جهامسكيل، لاليتبور. وفي فبراير 1998، افتتح أمير ويلز الحرم الجامعي الجديد. وفي أغسطس 2004، وسعت المدرسة منهاجها ليشمل برنامج المستوى المتقدم (A-Levels).

## البرامج الأكاديمية

#### المرحلة الابتدائية

##### **المرحلة الأولى (Key Stage 1)**

###### **Foundation 1 & 2:**
في Foundation 1، يتم تعليم الطلاب من خلال منهاج يعتمد على اللعب، ويهدف إلى تطوير مهارات التواصل، الرياضيات، والقراءة والكتابة، بالإضافة إلى مواد مبسطة من التاريخ، الجغرافيا، تكنولوجيا المعلومات، الفنون، الموسيقى، والدراما. كما يشارك الطلاب في التعلم في الهواء الطلق لاستكشاف البيئة الخارجية. في Foundation 2، يتم تجهيز الطلاب لدخول السنة الأولى.

##### **السنة 1 و 2:**
في السنة الأولى والثانية، يتم تدريس الرياضيات (Key Stage 1 Maths) والمرحلة الثانية من الصوتيات (Phase 2 Phonics) بالإضافة إلى المنهاج الدولي الابتدائي (IPC). يحصل الطلاب أيضًا على دفاتر التمارين من المدرسة. في السنة الثانية، يتم تقديم مواضيع أكثر تقدمًا في بعض المواد مثل الصوتيات المراحل 3 و5، ويتم إعداد الطلاب للانتقال إلى المرحلة الثانية (Key Stage 2).

#### **المرحلة الثانية (Key Stage 2)**

##### **السنة 3، 4، 5 و6:**
في السنة الثالثة، يتم تعليم الطلاب مواد مثل اللغة الإنجليزية، الرياضيات، المنهاج الدولي الابتدائي (IPC)، اللغات العالمية (التي كانت تعرف سابقًا باللغات الأجنبية الحديثة)، اللغة النيبالية، مع حضور جلسة تجميع لمدة 30 دقيقة. يحصل الطلاب أيضًا على إمكانية الوصول إلى النوادي المدرسية بعد الدوام. تختلف المواضيع التي يتم تدريسها في IPC في كل سنة. في السنة السادسة، يتم إعداد الطلاب للانتقال إلى المرحلة الثالثة (Key Stage 3).

#### **المرحلة الثالثة (Key Stage 3)**

##### **السنة 7 و8:**
في هذه المرحلة، يتم تدريس مواد مثل الرياضيات، الإنجليزية، العلوم (الأحياء، الكيمياء، الفيزياء)، التاريخ، الجغرافيا، الفن، الدراما، الموسيقى، ورشة الفنون الأدائية (PAWs)، التربية البدنية (PE)، تكنولوجيا المعلومات وعلوم الحاسوب، التصميم والتكنولوجيا (DT)، ومهارات المعلومات. يجب على الطلاب اختيار لغتين من الفرنسية، الإسبانية، الماندرين، أو النيبالية. يبدأ اليوم بفترة مرشدية تشمل الأنشطة التي تعزز الصحة النفسية. الطلاب ملزمون بإحضار جهاز لوحي أو كمبيوتر محمول، أو يمكنهم استعارته من المدرسة، ولكن لا يسمح باستخدام الهواتف في الفصل.

##### **السنة 9:**
تشبه السنة التاسعة السنة الثامنة، ولكن تتاح للطلاب فرص أكبر لتولي أدوار قيادية ويتم إعدادهم لدخول المرحلة الرابعة (Key Stage 4) من خلال فعاليات تشبه يوم السنة العاشرة واجتماعات الخيارات لـ IGCSE.

#### **المرحلة الرابعة (Key Stage 4)**

##### **السنة 10 و11:**
في هذه المرحلة، يتم تحضير الطلاب لامتحانات IGCSE. في السنة العاشرة، يمكن للطلاب اختيار دراسة ما يصل إلى 9 مواد، ولكن يتعين عليهم إكمال الأدب الإنجليزي، اللغة الإنجليزية، العلوم، والرياضيات. من بين المواد الأخرى المتاحة: الفن، دراسات الأعمال، الدراما، التربية البدنية (PE)، التصميم والتكنولوجيا (DT)، التاريخ، علوم الحاسوب، الجغرافيا، الموسيقى، وعلم النفس. يُطلب من الطلاب اختيار لغة واحدة من الفرنسية، الإسبانية أو الماندرين. في السنة 11، يخضع الطلاب لامتحانات IGCSE، ثم يحصلون على عطلة لمدة أسبوعين، وبعد ذلك يعودون إلى المدرسة لأسبوع "Bridging Week" حيث يحضرون دروسًا قصيرة في المواد التي يخططون لدراستها في السنتين 12 و13.

#### **المرحلة الخامسة (Key Stage 5)**

##### **السنة 12 و13:**
في هذه المرحلة، يدرس الطلاب أربعة مواد للمستوى المتقدم (A-Levels). تقدم المدرسة البريطانية في كاتماندو مواد مثل: الفن، الاقتصاد، الجغرافيا، الفرنسية، الرياضيات، دراسات الإعلام، الأحياء، علوم الحاسوب، التاريخ، الموسيقى، الكيمياء، التصميم والتكنولوجيا، الأدب، الفيزياء، علم النفس، وعلم الاجتماع. يمكن للطلاب اختيار ما يصل إلى 4 مواد A-Levels.

## الروابط الخارجية
1. 1 2  "About Us". The British School Kathmandu. Retrieved 2022-04-18. نسخة محفوظة 2024-08-11 على موقع واي باك مشين.
2. 1 2 3  "The British School Kathmandu. (n.d.). History of the British School". مؤرشف من الأصل في 2024-09-05.
3. ↑  "Foundation 1". The British School Kathmandu. Retrieved 2022-04-19. نسخة محفوظة 2024-02-24 على موقع واي باك مشين.
4. ↑  "Year 1". The British School Kathmandu. Retrieved 2022-04-19. نسخة محفوظة 2024-04-17 على موقع واي باك مشين.
5. ↑  "Year 2". The British School Kathmandu. Retrieved 2022-04-19. نسخة محفوظة 2024-04-17 على موقع واي باك مشين.
6. ↑  [1] The British School, Kathmandu Transition Policy and Procedure
7. ↑  [2] The British School, Kathmandu Curriculum Policy
8. ↑  [3][4] The British School, Kathmandu. After School Clubs
9. ↑  [5] The British School, Kathmandu Year 4
10. 1 2 3  "Secondary School". The British School Kathmandu. Retrieved 2022-04-20. نسخة محفوظة 2024-08-05 على موقع واي باك مشين.

- Official site